# Ramón Prieto Bances
Ramón Prieto Bances (Oviedo, 27 de novembro de 1889 — Oviedo, 3 de fevereiro de 1972), advogado e político espanhol.

## Biografia
Ramón estudou Direito na Universidade de Oviedo recebendo seu doutorado em Madri em 1912. Naquela instituição, começaria sua carreira como professor assistente. No ano de 1921 obteve a cadeira de Direito na Universidade de Múrcia e em 1924 em Oviedo. Entre os anos de 1926 e 1928, visitou Roma e Pavia, além das universidades alemãs de Paris e Würzburg para uma bolsa de estudos para a Extensão de Estudos concedida pelo Conselho. 
Voltou à Universidade de Oviedo no ano acadêmico de 1928-29, onde proferiu o Discurso de Abertura do ano acadêmico sobre o Senhorio de Santa María de Belmonte. Em 1930 elegeu-se decano da Faculdade de Direito. Em 1932 foi Secretário do Congresso Internacional de História do Direito. Dois anos depois, como técnico, ocupou a Subsecretaria do Ministério da Instrução Pública, tornando-se Ministro no governo de Lerroux em 1935. Posteriormente foi eleito Secretário do Conselho de Extensão de Estudos. No início da guerra civil que foi exilado para Londres através da Embaixada Britânica em 28 de agosto de 1936. Depois de trabalhar em Londres, Friburgo e Coimbra, ele retornou à Espanha e depois de transmitir vários cursos em Santiago de Compostela juntou sua cadeira ovetense , se aposentando em 1960.
Ele era Acadêmico de História e membro do Instituto Real de Estudos das Astúrias, que foi admitido em 27 de Maio, 1955, com o discurso A mensagem da Cruz dos Anjos, deixando sete publicações e mais de quarenta artigos em revistas tais como Anuário sobre a História do Direito Espanhol, a Revista da Faculdade de Direito da Universidade de Oviedo e o Boletim do Instituto de Estudos Asturianos. Morreu em Oviedo em 3 de fevereiro de 1972. Como homenagem póstuma, a cidade de Oviedo concedeu o nome de Ramón Prieto Bances em 26 de dezembro de 1975 a uma rua próxima à Estación del Norte.